# Jackie LaVine
Jackie LaVine (n. 4 octombrie 1929, Maywood, Proviso Township⁠(d), Illinois, SUA – d. 21 octombrie 2022) a fost o înotătoare ce a reprezentat Statele Unite ale Americii, medaliată olimpică. A participat la o ediție a Jocurilor Olimpice (1952) în care a câștigat două medalii de bronz.